# آق تكة خان (غرغان بوي)
آق تكة خان (بالفارسية: آق‌تکه‌خان) هي قرية تقع في إيران في قسم غرغان بوي الريفي. يقدر عدد سكانها بـ 886 نسمة.